# Панфіловці
Панфіловці — бійці 316-ї стрілецької дивізії (згодом 8-ма гвардійська), під командуванням генерал-майора Івана Васильовича Панфілова, що 1941 року брала участь в обороні Москви.

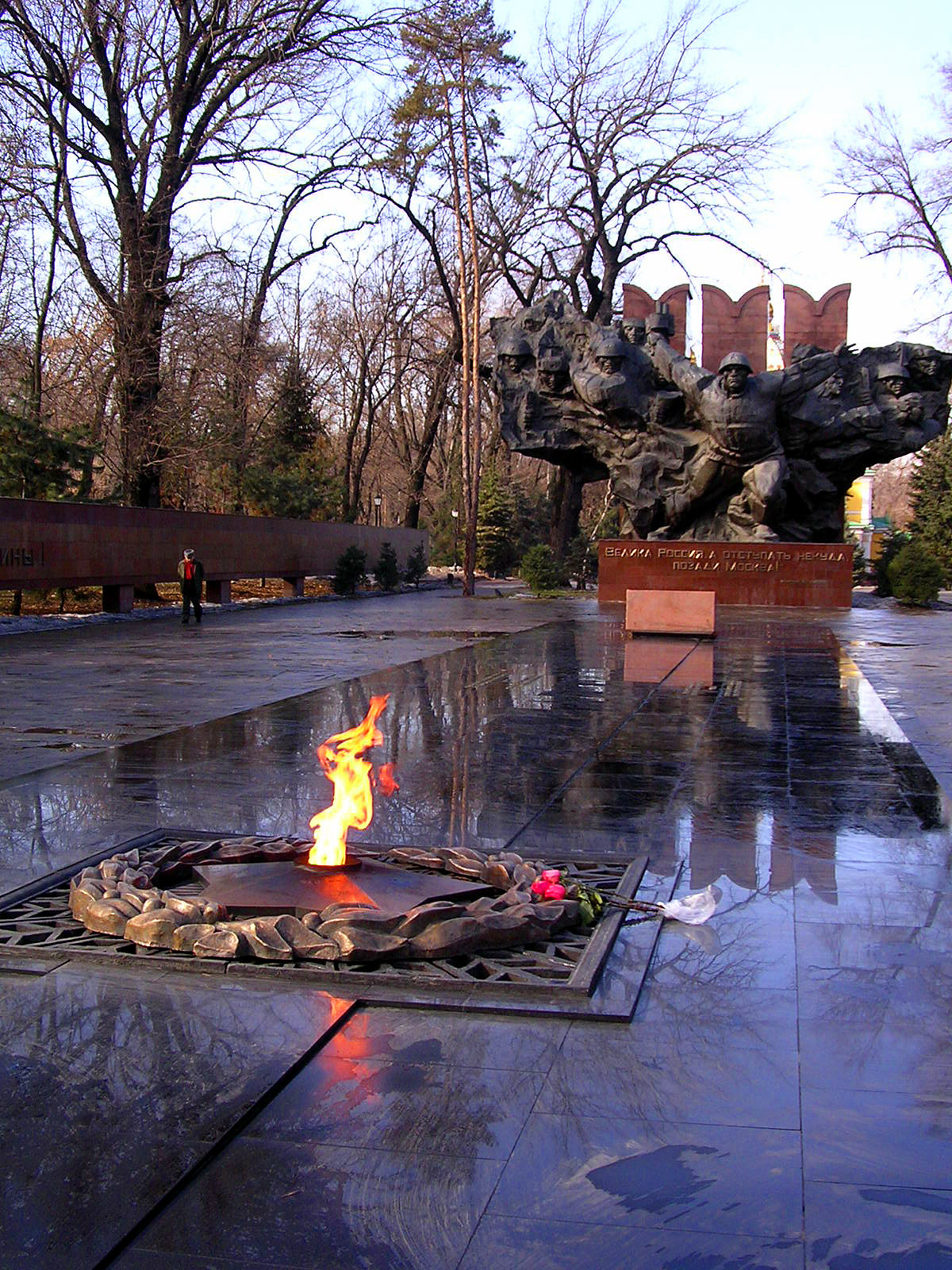
Меморіал в Алматі

Серед воїнів дивізії найбільшу відомість здобули 28 осіб або «28 героїв-панфіловців» з особового складу 4-ї роти 2-го батальйону 1075-го стрілецького полку. Відповідно до поширеної радянською пропагандою версії подій, 16 листопада 1941 року, коли розпочався черговий наступ німецьких військ на Москву, бійці 4-ї роти на чолі з політруком В. Г. Клочковим зайняли оборону поблизу роз'їзду Дубосєково, за 7 кілометрів на південний схід від Волоколамська і знищили під час 4-годинного бою 18 ворожих танків. Вважалося, що всі 28 героїв загинули, пізніше стали писати «майже всі».
Офіційна версія подвигу була вивчена Головною військовою прокуратурою СРСР і визнана літературною вигадкою журналістів газети «Красная Звезда». На думку директора Державного Архіву РФ професора С.Мироненка, «не було 28 героїв-панфіловців — це один із міфів, які насаджувала держава». При цьому сам факт важких оборонних боїв 316-ї стрілецької дивізії проти 2-ї та 11-ї німецьких танкових дивізій на Волоколамському напрямку 16 листопада 1941 — безсумнівний.

## Виникнення офіційної версії
Виникнення офіційної версії подій викладене у матеріалах розслідування Головної військової прокуратури СРСР.
Про подвиг героїв вперше повідомила газета «Красная Звезда» 27 листопада 1941 в нарисі фронтового кореспондента Василя Коротєєва. У статті про учасників бою говорилося, що «загинули всі до одного, але ворога не пропустили».

28 листопада 1941 у «Красной Звезде» була надрукована передова стаття під заголовком «Заповіт 28 полеглих героїв». У цій статті зазначалося, що з танками супротивника билися 28 «панфіловців»: 

Понад п'ятдесят ворожих танків рушили на рубежі, займані двадцятьма дев'ятьма радянськими гвардійцями з дивізії ім. Панфілова … здався в полон тільки один із двадцяти дев'яти … тільки один підняв руки вгору … кілька гвардійців одночасно, не змовляючись, без команди, вистрілили в боягуза і зрадника.

Далі в ній було сказано, що 28 гвардійців, які залишилися, знищили 18 танків ворога і «склали свої голови — всі двадцять вісім. Загинули, але не пропустили ворога…». Передову статтю написав літературний секретар «Красной Звезды» О. Ю. Кривицький. Прізвищ гвардійців, що билися й загинули, як у першій, так і в другій статті зазначено не було.
22 січня 1942 в газеті «Красная Звезда» О.Кривицький розмістив нарис під заголовком «Про 28 полеглих героїв», в якому докладно написав про подвиг 28 панфіловців. У цьому нарисі Кривицький впевнено, мов очевидець або людина, яка чула розповідь учасників бою, пише про особисті переживання й поведінку 28 гвардійців, вперше називаючи їх прізвища:

Нехай армія і країна дізнається нарешті їх горді імена. В окопі були: Клочков Василь Георгійович, Добробаба Іван Євстафович, Шепетко Іван Олексійович, Крючков Абрам Іванович, Митін Гаврило Степанович, Касаєв Алікбай, Петренко Григорій Олексійович, Єсибулатов Нарсутбай, Калейников Дмитро Митрофанович, Натаров Іван Мойсейович, Шемякін Григорій Михайлович, Дутов Петро Данилович, Митченко Микита, Шопоков Дуйшенкул, Конкін Григорій Юхимович, Шадрін Іван Демидович, Москаленко Микола, Ємцов Петро Кузьмич, Кужебергенов Данило Олександрович, Тимофеєв Дмитро Хомич, Трофимов Микола Гнатович, Бондаренко Яків Олександрович, Васильєв Ларіон Романович, Болотов Микола, Безродний Григорій, Сенгірбаєв Мусабек, Максимов Микола, Ананьєв Микола …

Всі нариси й оповідання, вірші та поеми про 28 панфіловців, що з'явилися у пресі пізніше, написані або Кривицьким, або за його участі та в різних варіантах повторюють його нарис «Про 28 полеглих героїв».
У квітні 1942 року, після того, як із газет у всіх військових частинах стало відомо про подвиг 28 гвардійців з дивізії Панфілова, з ініціативи командування Західного фронту було порушене клопотання перед Наркомом оборони СРСР про присвоєння їм звання Героїв Радянського Союзу. Указом Президії Верховної Ради СРСР від 21 липня 1942 року всім 28 гвардійцям, переліченим у нарисі Кривицького, було надано звання Героя Радянського Союзу (посмертно).

## Критика офіційної версії
Критики офіційної версії зазвичай наводять наступні аргументи та припущення:
- Бій з таким подробицями не згадується ні в радянських, ні в німецьких офіційних документах. Про нього нічого не повідомляв ні командир 2-го стрілецького батальйону (у якому перебувала 4-та рота) майор Решетніков, ні командир 1075-го стрілецького полку полковник І. В. Капров, ні командир 316-ї стрілецької дивізії генерал-майор І. В. Панфілов, ні командувач 16-ю армією генерал-лейтенант К. К. Рокоссовський. Нічого не повідомляють про нього й німецькі джерела[6] (адже втрата в одному бою 18 танків для кінця 1941 була би для Вермахту помітною подією[7]).

- Незрозуміло, яким чином Коротєєв і Кривицький дізналися подробиці того бою. Інформація про те, що відомості були отримані в шпиталі від смертельно пораненого учасника бою Натарова, сумнівна, бо згідно з документами[8], Натаров загинув за два дні до того, 14 листопада.

## Критика версії С.Мироненка
На захист офіційної версії виступив маршал Радянського Союзу Д.Язов, який посилався, зокрема, на дослідження історика Куманєва «Подвиг і фальсифікація». У вересні 2011 року газета «Советская Россия» опублікувала матеріал «Безсоромно висміяний подвиг», що містив лист маршала із критикою С.Мироненка. Цього ж листа, з невеликими скороченнями, опублікувала й «Комсомольская правда»:

У «Комсомольській правді» під загальним заголовком «Таємниці державного архіву» було опубліковано інтерв'ю з … доктором історичних наук Сергієм Мироненком, який, відповідаючи на запитання кореспондента, пам'ять захисників столиці безсовісно висміяв, назвавши подвиг двадцяти восьми героїв-панфіловців міфом, стверджуючи, «що не було ніяких героїчно полеглих героїв-панфіловців», посилаючись на те, що після війни «один за одним почали з'являтися люди, які повинні були лежати в могилі».

Встановлено, що не всі «двадцять вісім» виявилися загиблими. Що з цього? Те, що шестеро з двадцяти восьми названих героїв, бувши пораненими чи контуженими, попри все вижили в бою 16 листопада 1941, спростовує той факт, що біля роз'їзду Дубосєково була зупинена танкова колона ворога, яка рвалася до Москви? Не спростовує. Так, дійсно, згодом стало відомо, що в тому бою загинули не всі 28 героїв. Так, Г. М. Шемякін та Л. Р. Васильєв були важко поранені та опинилися в шпиталі. Д. Х. Тимофеєв та І. Д. Шадрін пораненими потрапили в полон і випробували на собі всі жахи нацистської неволі.
Непростою була доля Д. А. Кужебергенова та І. Є. Добробабіна, що також залишилися живими, але з різних причин були виключені зі списку Героїв і дотепер не відновлені, хоча їхня участь у бою біля роз'їзду Дубосєково, у принципі, не викликає сумнівів, що переконливо довів у своєму дослідженні доктор історичних наук Г. О. Куманєв, який особисто зустрічався з ними. До слова сказати, доля саме цих «воскреслих з мертвих» героїв-панфіловців слугувала приводом для написання в травні 1948 року листа Головного військового прокурора генерал-лейтенанта юстиції М. П. Афанасьєва секретареві ЦК ВКП(б) А. О. Жданову, який так шокував директора Держархіву РФ.
Однак Андрій Олександрович Жданов виявився більш об'єктивним, ніж С. В. Мироненко, який назвав себе в інтерв'ю антисталіністом. Він одразу визначив, що всі матеріали «розслідування справи 28 панфіловців», викладені в листі Головного військового прокурора, підготовлені дуже незграбно, висновки, що називається, «шиті білими нитками». Працівники військової прокуратури явно перестаралися, прагнучи продемонструвати політичному керівництву країни свою надпильність. У результаті подальшого ходу «справі» дано не було, і вона була відправлена до архіву, де її й віднайшов історик Мироненко.
Д.Язов наводить слова кореспондента «Красной Звезды» О. Ю. Кривицького, звинуваченого в тому, що подвиг 28 панфіловців — плід його авторської уяви. Згадуючи про хід розслідування А. Ю. Кривицький повідомив:

Мені було сказано, що якщо я відмовлюся від свідчення, що опис бою біля Дубосєково повністю вигадав я і що ні з ким з тяжкопоранених або тих, що залишилися живими панфіловців перед публікацією статті не розмовляв, то незабаром опинюся на Печорі або Колимі. У такій обстановці мені довелося сказати, що бій у Дубосєково — моя літературна вигадка.

## Матеріали розслідування
У листопаді 1947 року Військовою прокуратурою Харківського гарнізону був заарештований і притягнутий до кримінальної відповідальності за зраду Батьківщині Добробабін Іван Євстахійович. Згідно з матеріалами справи, перебуваючи на фронті, Добробабін добровільно здався в полон німцям і навесні 1942 вступив до них на службу. Служив начальником поліції тимчасово окупованого німцями села Перекіп Валківського району Харківської області. У березні 1943, після звільнення цього району від німців, Добробабін, як зрадник, був заарештований радянськими органами, але з-під варти втік, знову перейшов до німців і знову влаштувався на роботу в німецькій поліції, продовжуючи активну зрадницьку діяльність, арешти радянських громадян і безпосереднє здійснення примусового відправлення робочої сили до Німеччини.
Під час арешту в Добробабіна знайшли книгу про «28 героїв-панфіловців», і виявилося, що він є одним з учасників цього героїчного бою, за що йому і надано звання Героя Радянського Союзу. Допитом Добробабіна встановлено, що поблизу Дубосєково він справді був легко поранений і полонений німцями, але ніяких подвигів не здійснив, і все, що написано про нього у книзі про героїв-панфіловців, не відповідає дійсності. У зв'язку з цим Головна військова прокуратура СРСР провела ґрунтовне розслідування історії бою біля роз'їзду Дубосєково. Результати якого повідомив Головний військовий прокурор Збройних Сил країни генерал-лейтенант юстиції М.Афанасьєв Генеральному прокуророві СРСР Г.Сафонову 10 травня 1948. На підставі цієї доповіді 11 червня була складена довідка за підписом Сафонова, адресована А. О. Жданову.
Вперше публічно в достеменності історії про панфіловців засумнівався В.Кардін, який опублікував у журналі «Новый мир» (лютий 1966) статтю «Легенди і факти». Потім було кілька публікацій наприкінці 1980-х. Сильним аргументом стала публікація розсекречених матеріалів розслідування військової прокуратури 1948 року. Зокрема, у цих матеріалах містяться свідчення колишнього командира 1075-го стрілецького полку Капрова Іллі Васильовича:

… Ніякого бою 28 панфіловців з німецькими танками біля роз'їзду Дубосєково 16 листопада 1941 не було — це суцільна вигадка. У цей день там із з німецькими танками билася 4-та рота 2-го батальйону, і билася справді героїчно. З роти загинуло понад 100 людей, а не 28, як про це писали в газетах. Ніхто з дописувачів до мене не звертався в той період; нікому ніколи не говорив про бій 28 панфіловців, та й не міг говорити, тому що такого бою не було. Ніякого політдонесення з цього приводу я не писав. Я не знаю, на підставі яких матеріалів писали в газетах, зокрема в «Червоній зірці», про бій 28 гвардійців з дивізії ім. Панфілова. Наприкінці грудня 1941 року, коли дивізія була відведена на формування, до мене в полк приїхав кореспондент «Красной Звезды» Кривицький разом з представниками політвідділу дивізії Глушко і Єгоровим. Там я вперше почув про 28 гвардійців-панфіловців. У розмові зі мною Кривицький заявив, що потрібно, щоб було 28 гвардійців-панфіловців, які вели бій з німецькими танками. Я йому заявив, що з німецькими танками бився весь полк і особливо 4-та рота 2-го батальйону, але про бій 28 гвардійців мені нічого не відомо … Прізвища Кривицькому по пам'яті давав капітан Гунділовіч, який вів з ним розмови на цю тему, ніяких документів про бій 28 панфіловців у полку не було і не могло бути. Мене про прізвища ніхто не питав. Згодом, після тривалих уточнень прізвищ, аж у квітні 1942 року з штабу дивізії до мене в полк надіслали вже готові нагородні листи і загальний список 28 гвардійців, для підпису. Я підписав ці листи на присвоєння 28 гвардійцям звання Героя Радянського Союзу. Хто був ініціатором складання списку і нагородних листів на 28 гвардійців — я не знаю.

Також наводяться матеріали допиту кореспондента Коротєєва (проясняють походження числа 28):

Приблизно 23-24 листопада 1941 року я разом з військовим кореспондентом газети «Комсомольская правда» Чернишовим був у штабі 16-ї армії … При виході зі штабу армії ми зустріли комісара 8-ї Панфіловської дивізії Єгорова, який розповів про надзвичайно важку обстановку на фронті і повідомив, що наші люди героїчно б'ються на всіх ділянках. Зокрема, Єгоров навів приклад героїчного бою однієї роти з німецькими танками, на рубіж роти наступало 54 танка, і рота їх затримала, частину знищивши. Єгоров сам не був учасником бою, а розповідав зі слів комісара полку, який також не брав участі в бою з німецькими танками … Єгоров порекомендував написати в газеті про героїчний бій роти з танками противника, попередньо ознайомившись із політдонесенням, що надійшли з полку …
У політдонесенні говорилося про бій п'ятої роти з танками ворога і про те, що рота стояла «на смерть» — загинула, але не відійшла, і тільки двоє бійців виявилися зрадниками, підняли руки, щоб здатися німцям, але вони були знищені нашими бійцями. У донесенні не говорилося про кількість бійців роти, які загинули в тому бою, і не згадувалося їхніх прізвищ. Цього ми не встановили і з розмов з командиром полку. Пробратися в полк було неможливо, і Єгоров не радив нам намагатися потрапити до полку. Після повернення до Москви я доповів редактору газети «Красная Звезда» Ортенбергу обстановку, розповів про бій роти з танками противника. Ортенберг мене запитав, скільки ж людей було в роті. Я йому відповів, що склад роти, мабуть, був неповний, приблизно чоловік 30-40; я сказав також, що з цих людей двоє виявилися зрадниками … Я не знав, що готувалася передова на цю тему, але Ортенберг мене ще раз викликав і питав, скільки людей було в роті. Я йому відповів, що приблизно 30 осіб. Таким чином, і з'явилося кількість 28 чоловік, які билися, оскільки з 30 двоє виявилися зрадниками. Ортенберг казав, що про двох зрадників писати не можна, і, мабуть, порадившись з кимось, вирішив у передовій написати лише про одного.

Допитаний секретар газети Кривицький показав:

При розмові Крапивіним він цікавився, звідки я взяв слова політрука Клочкова, написані в моєму підвалі: «Росія велика, а відступати нікуди — позаду Москва», — я йому відповів, що це вигадав я сам …
… В частині ж відчуттів і дій 28 героїв — це моя літературна вигадка. Я ні з ким із поранених чи залишилися в живих гвардійців не розмовляв. З місцевого населення я говорив тільки з хлопчиком років 14-15, який показав могилу, де похований Клочков.
… У 1943 році мені з дивізії, де були і билися 28 героїв-панфіловців, надіслали грамоту про присвоєння мені звання гвардійця. У дивізії я був всього три чи чотири рази.

Висновок розслідування прокуратури:

Таким чином, матеріалами розслідування встановлено, що подвиг 28 гвардійців-панфіловців, освітлений у пресі, є вигадкою кореспондента Коротєєва, редактора «Красной Звезды» Ортенберга і особливо літературного секретаря газети Кривицького.

### Документальні свідчення про битву
Командир 1075-го полку І.Капров (показання, дані на слідстві у справі панфіловців):

… У роті до 16 листопада 1941 було 120—140 чоловік. Мій командний пункт був за роз'їздом Дубосєково, 1,5 км від позиції 4-ї роти (2-го батальйону). Я не пам'ятаю зараз, чи були протитанкові рушниці в 4-й роті, але повторюю, що в усьому 2-му батальйоні було тільки 4 протитанкових рушниці … Всього на ділянці 2-го батальйону було 10-12 танків ворога. Скільки танків йшло (безпосередньо) на ділянку 4-ї роти, я не знаю, вірніше, не можу визначити …
Засобами полку й зусиллями 2-го батальйону ця танкова атака була відбита. У бою полк знищив 5-6 німецьких танків, і німці відійшли. О 14-15 годин німці відкрили сильний артилерійський вогонь і знову пішли в атаку танками … На ділянках полку наступало понад 50 танків, причому головний удар був спрямований на позиції 2-го батальйону, в тому числі і ділянку 4-ї роти, і один танк вийшов навіть в розташування командного пункту полку і запалив сіно і будку, так що я випадково зміг вибратися з бліндажа: мене врятувала насип залізниці, біля мене стали збиратися люди, вцілілі після атаки німецьких танків. Більше за всіх постраждала 4-та рота: на чолі з командиром роти Гунділовичем вціліли 20-25 осіб. Інші роти постраждали менше.

За архівними даними МО СРСР, весь 1075-й стрілецький полк 16 листопада 1941 знищив 15 (за іншими даними — 16) танків і близько 800 осіб особового складу ворога. Втрати полку, згідно з повідомленнями його командира, склали 400 осіб убитими, 600 осіб зниклими безвісти, 100 осіб пораненими.
Свідчення голови Нелідовської сільської ради Смирнової на слідстві у справі панфіловців:

Бій Панфіловської дивізії біля села Нелідово і роз'їзду Дубосєково був 16 листопада 1941 року. Під час цього бою всі наші жителі, і я теж в тому числі, ховалися у сховищах … У район нашого села і роз'їзду Дубосєково німці зайшли 16 листопада 1941 і відбиті були частинами Радянської армії 20 грудня 1941 року. У цей час були великі снігові замети, які тривали до лютого 1942 року, тому тіл убитих на полі бою ми не збирали і похорон не робили.

… У перших числах лютого 1942 року на полі бою ми знайшли тільки три тіла, які й поховали в братській могилі на околиці нашого села. А потім, вже в березні 1942 року, коли стало танути, військові частини до братської могили знесли ще три тіла, зокрема й тіло політрука Клочкова, якого впізнали бійці. Так що у братській могилі героїв-панфіловців, яка розташована на околиці нашого села Нелідово, поховано 6 бійців Радянської Армії. Більше трупів не виявляли.

## Реконструкція битви
Наприкінці жовтня 1941 року перший етап німецької операції «Тайфун» (наступ на Москву) був завершений. Німецькі війська, розбивши частини трьох радянських фронтів під Вязьмою, вийшли на ближні підступи до Москви. Водночас німецькі війська зазнали втрат і потребували деякого перепочинку, приведення частин до ладу й поповнення. До 2 листопада лінія фронту на Волоколамському напрямку стабілізувалася, німецькі частини тимчасово перейшли до оборони. 16 листопада німецькі війська знову перейшли в наступ, плануючи розгромити радянські частини, оточити Москву й переможно закінчити кампанію 1941 року.
316-та стрілецька дивізія займала оборону на фронті Дубосєково — 8 км на південний схід від Волоколамська, тобто близько 18-20 кілометрів по фронту, що для ослабленого в боях з'єднання було дуже багато. На правому фланзі сусідом була 126-та стрілецька дивізія, на лівому — 50-та кавалерійська дивізія кавкорпуса Доватора.
16 листопада дивізія була атакована силами двох танкових дивізій німців: 2-га танкова дивізія атакувала позиції 316-ї стрілецької дивізії в центрі оборони, а 11-та танкова дивізія вдарила в районі Дубосєково на позиції 1075-го стрілецького полку, якраз на стику з 50-ю кавдивізією. Удар по стиках між з'єднаннями був елементом тактики німецьких військ, що часто застосовувався. Основний удар припав на позиції 2-го батальйону полку.
1075-й стрілецький полк в попередніх боях зазнав значних втрат особового складу й техніки, проте перед новими боями був істотно поповнений особовим складом. Згідно зі свідченнями командира полку в 4-й роті було 120—140 осіб (за штатом дивізії 04/600 в роті мало бути 162 людини).
Остаточно не зрозуміле питання з артилерійським озброєнням полку. За штатом, у полку мала бути батарея з чотирьох 76-мм полкових гармат і протитанкова батарея з шести 45-мм гармат. Є відомості, що реально було дві 76-мм полкові гармати зразка 1927 року, кілька 76-мм гірських гармат зразка 1909 року і 75-мм французьких дивізійних гармат Mle.1897. Протитанкові можливості цих гармат були невисокі — полкові гармати пробивали всього 31 мм броні з 500 м, до гірських гармат взагалі не було бронебійних снарядів. Дуже застарілі французькі гармати також мали слабку балістику, про наявність бронебійних снарядів до них нічого не відомо. Однак відомо, що в цілому 316-та стрілецька дивізія на 16 листопада 1941 мала 12 — 45-мм протитанкових гармат, 26 — 76-мм дивізійних гармат, 17 — 122-мм гаубиць і 5 — 122-мм гармат корпусних, які могли бути застосовані в бою з німецькими танками. Своя артилерія була і в сусіда — 50-ї кавалерійської дивізії.

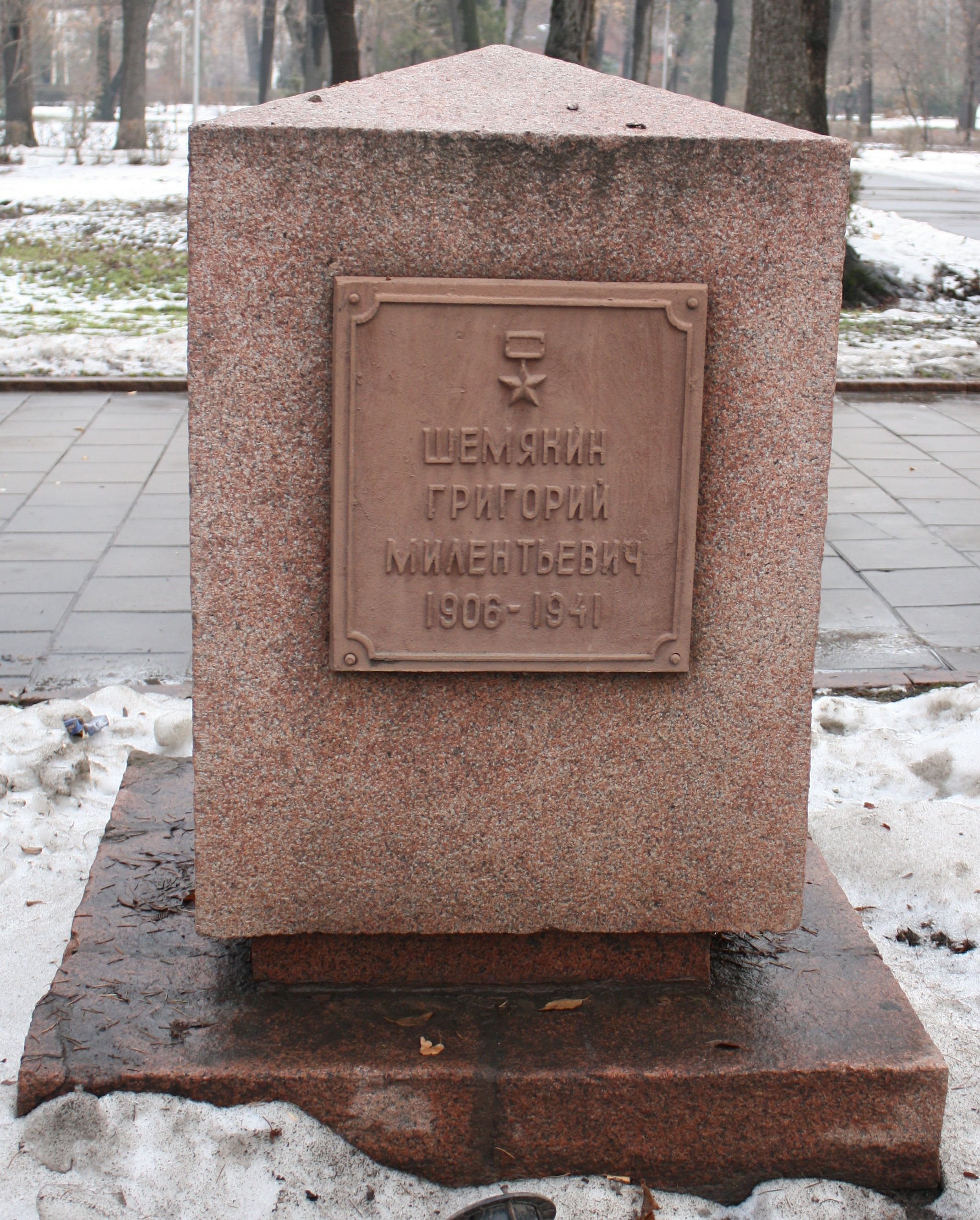
Алма-Ата, Парк імені 28 гвардійців-панфіловців. Пам'ятний камінь, присвячений Григорію Шемякіну.

Піхотні протитанкові засоби полку складалися з 11 протитанкових рушниць ПТРД (з них у 2-му батальйоні — 4 рушниці), гранат РПГ-40 і пляшок із запальною сумішшю. Реальні бойові можливості цих засобів були невисокі: протитанкові рушниці відрізнялися невисоким бронепробиванням, особливо з використанням патронів з кулями Б-39, і могли вражати німецькі танки тільки з близької дистанції виключно в борт і корму під кутом близько 90 градусів, що в ситуації лобової танкової атаки було малоймовірним. До того ж бій під Дубосєково став першим випадком застосування протитанкових рушниць цього типу, виробництво яких тільки починало розгортатися Протитанкові гранати були ще слабшим засобом — вони пробивали до 15-20 мм броні за умови безпосереднього прилягання до броньованих листів, тому їх рекомендувалося закидати на дах танка, що в бою було дуже непростим і вкрай небезпечним завданням. Для збільшення ураження цими гранатами бійці зазвичай зв'язували їх разом по кілька штук. Статистика фіксує, що частка танків, знищених протитанковими гранатами, вкрай невелика.

## Доля деяких панфіловців
- Добробабін Іван Євстахійович. Потрапив у полон, втік, добрався до рідного села Перекоп Валківського району Харківської області, окупованого німцями, де згодом служив поліцаєм допоміжної поліції (деякий час — начальником сільського відділку поліції), сформованої з місцевих жителів. Потім — знову на фронті, в рядах Червоної армії. У 1948 році був засуджений на 15 років за співпрацю з німецько-фашистськими окупантами. Стосовно нього указ про нагородження був скасований 11 лютого 1949. У 1955 р. термін ув'язнення було скорочено до 7 років, і він вийшов на свободу. Оселився в м. Цимлянську. Наприкінці 1980-х домагався реабілітації, проте безуспішно — 1989 року в реабілітації йому було відмовлено. Деякі матеріали про службу Добробабіна в поліції були опубліковані генерал-лейтенантом юстиції А. Ф. Катусевим[17]. Трапляються твердження, що він нібито служив у поліції за дорученням партизанів[18], чого, проте, сам Добробабін ніколи не стверджував[19] Прохання про реабілітацію мотивував тим, що під час служби в поліції він не скоїв ніяких злочинів і навіть допоміг кільком особам, попереджаючи їх про примусове вивезення в Німеччину; перше було визнано невідповідним обставинам справи, друге — пом'якшувальною обставиною, але такою, що не реабілітує. Постановою Верховного суду України від 26 березня 1993 року було визначено, що в карній справі Добробабіна, в його діях, складу злочину немає[20]. Помер 1996 року.

- Кожабергенов (Кужебергенов) Данило Олександрович. Зв'язковий політрука Клочкова. У бою безпосередньої участі не брав, оскільки вранці був відісланий з донесенням до Дубосєково, де й потрапив у полон. Ввечері 16 листопада втік з полону в ліс. Деякий час перебував на окупованій території, після чого був виявлений кіннотниками Л. Доватора, що здійснювали рейд по німецьких тилах. Після виходу з'єднання Доватора з рейду був допитаний особливим відділом, визнав, що не брав участі в бою, і був відісланий назад до дивізії Доватора. До того часу вже було складено подання на присвоєння йому звання Героя, але після розслідування його було замінено на Кожабергенова Аскара. Помер 1976 року.

- Кожабергенов (Кужебергенов) Аскар (Аліаскар). Прибув до дивізії Панфілова в січні 1942 (таким чином, ніяк не міг брати участь в бою у Дубосєково). У тому ж місяці загинув під час рейду Панфіловської дивізії по німецьких тилах. Включений до подання на присвоєння звання Героя замість Кожабергенова Данила Олександровича, після того як з'ясувалося, що останній залишився живим. Указом Президії Верховної Ради Союзу РСР від 21 липня 1942 разом з іншими панфіловцями ушанований званням Героя Радянського Союзу посмертно.

- Васильєв Іларіон Романович. У бою 16 листопада був важко поранений і потрапив у госпіталь (за різними версіями, був або евакуйований з поля бою, або після бою підібраний місцевими жителями та відправлений в госпіталь, або повз три доби та був підібраний кіннотниками Доватора). Після одужання був направлений до армії що діяла, в тиловий підрозділ. 1943 року був демобілізований з армії за станом здоров'я. Після публікації Указу про присвоєння йому звання Героя (посмертно) заявив про свою участь в бою. Після відповідної перевірки, отримав зірку Героя. Помер 1969 року в Кемерово.

- Натаров Іван Мойсейович. Згідно зі статтями Кривицького, він брав участь в бою у Дубосєково, був важко поранений, доставлений у госпіталь, і, вмираючи, розповів Кривицькому про подвиг панфіловців. Згідно з політдонесенням військкому 1075-го стрілецького полку Мухамедьярова, що зберігається у фондах ЦАМО, загинув за два дні до бою — 14 листопада. Указом Президії Верховної Ради Союзу РСР від 21 липня 1942 разом з іншими панфіловців ушанований званням Героя Радянського Союзу посмертно.

- Тімофєєв Дмитро Хомич. Під час бою був поранений і потрапив у полон. У полоні йому вдалося вижити, після закінчення війни повернувся на батьківщину. Претендував на отримання зірки Героя, після відповідної перевірки, отримав її 1950 року, незадовго до смерті.

- Шемякін Григорій Мелентійович. Під час бою був поранений і опинився в госпіталі (є інформація, що його підібрали бійці дивізії Доватора). Після публікації Указу про посмертне присвоєння йому звання Героя заявив про свою участь в бою. Після відповідної перевірки отримав зірку Героя. Помер 1973 року в Алма-Аті.

- Шадрін Іван Демидович. Після бою 16 листопада потрапив у полон, за власною заявою, в непритомному стані. До 1945 року перебував у концтаборі, після звільнення ще 2 роки перебував у радянському фільтраційному таборі для колишніх військовополонених. У 1947 році повернувся додому в Алтайський край, де його ніхто не чекав — його вважали загиблим, а дружина жила в його будинку з новим чоловіком. Два роки перебивався випадковими заробітками, поки 1949 року про його історію довідався секретар райкому і написав про нього Голові Президії Верховної Ради СРСР. Після відповідної перевірки отримав зірку Героя. Помер 1985 року.

## Вшанування
- 17 листопада 1941 року 316-та дивізія за бойові заслуги була нагороджена Орденом Червоного Прапора, 18 листопада отримала назву 8-ї гвардійської дивізії, а 23 листопада їй присвоєно ім'я І. В. Панфілова, який загинув 18 листопада.
- 21 липня 1942 року указом Президії Верховної Ради СРСР 28 учасникам бою було надано звання Героя Радянського Союзу (посмертно).
- У 1966 рік в Москві на честь панфіловців була названа вулиця в районі Північне Тушино (вулиця Героїв Панфіловців), де встановлено монумент.
- На їх честь у 1975 році був споруджений меморіал «Героям-панфіловцям» у Дубосєково.
- У селі Нелідово (1,5 км від роз'їзду Дубосєково) встановлено пам'ятник і відкрито Музей героїв-панфіловців.
- У місті Алма-Аті, рідному для панфіловців, є парк імені 28 гвардійців-панфіловців, в якому розташований монумент на їхню честь.
- На їх честь названо пік в Заілійському Алатау, в ущелині Туюксу.
- Згадка про «28 найхоробріших синів» Москви увійшла до пісні «Моя Москва», яка нині є гімном Москви.
- П'єса «Воскреслий батальйон» О.Бека присвячена панфіловцям.
- В Росії у 2016 році вийшов фільм 28 панфіловців, розпочатий як проєкт краудфандингу.